# Aurélien Lopez-Liguori
Aurélien Lopez-Liguori, né le 17 mai 1993 à Aix-en-Provence (Bouches-du-Rhône), est un homme politique français.
Membre du Rassemblement national, il est élu député dans la 7e circonscription de l'Hérault lors des élections législatives de 2022, puis est réélu lors des élections législatives de 2024 dès le premier tour. Il siège au sein du groupe RN et est membre de la commission des Lois de l'Assemblée nationale.
Il est également conseiller municipal d'opposition à Sète depuis 2020.

## Biographie
Aurélien Lopez-Liguori est né et a grandi à Aix-en-Provence. Ses parents sont tous les deux pieds-noirs, son père est d'origine italienne et sa mère d'origine espagnole. Passionné de rugby, il en était un joueur jusqu'à une blessure des ligaments en 2012.
Il est membre de la Cocarde, organisation étudiante impliquée dans plusieurs faits de violences, sans y avoir pris part personnellement.
Il a été assistant parlementaire de la sénatrice Joëlle Garriaud-Maylam (UMP-LR, qui ne s'est pas représentée en 2023). Il mène campagne pour Nicolas Dupont-Aignan durant l'élection présidentielle de 2017. Il adhère ensuite au Rassemblement national et devient assistant parlementaire de Jean-Lin Lacapelle au Parlement européen. L'année suivante, à l'issue des élections municipales de 2020 à Sète, il devient conseiller municipal. Candidat sur la liste RN aux élections régionales de 2021 en Occitanie, il n'est cependant pas élu, n'étant pas en position éligible (17e dans l'Hérault).
Candidat aux élections législatives de 2022 dans la 7e circonscription de l'Hérault, il arrive en tête du premier tour avec 31,01 % des voix devant le candidat de la Nupes, Gabriel Blasco. Le député sortant Christophe Euzet (Ensemble) est quant à lui éliminé dès le premier tour, arrivant troisième avec 19,35 % des voix. Au second tour, Aurélien Lopez-Liguori recueille 59,19 % face au candidat de la NUPES et est par conséquent élu député.
Il est réélu dès le 1er tour lors des élections législatives de 2024 avec 51,66 % des voix. Il siège au sein du groupe RN et est membre de la commission des Lois de l'Assemblée nationale. Il défend le concept de souveraineté numérique.